# Kikonai
Kikonai (木古内町, Kikonai-chō) est un bourg du district de Kamiiso, situé dans la sous-préfecture d'Oshima, sur l'île de Hokkaidō, au Japon.

## Géographie

### Démographie
Au 31 mars 2015, la population de Kikonai s'élevait à 4 645 habitants répartis sur une superficie de 221,87 km2.

## Transports
Le bourg de Kikonai est desservi par le Shinkansen à la gare de Kikonai.

## Jumelage
- Tsuruoka (Japon)